# Seznam rumunských kardinálů
Toto je seznam rumunských kardinálů.
V současné době má Rumunsko jednoho kardinála.
Prvního rumunského kardinála jmenoval papež Klement XI., byl jím tehdejší biskup Oradei Mare Imre Csáky.

## Žijící
- Lucian Mureşan - Vyšší arcibiskup Făgăraş a Alba Iulia - Kardinál-kněz ze S. Atanasio

## Zemřelí
- Alexandru Todea - Arcibiskup Făgăraş a Alba Iulia - Kardinál-kněz ze S. Atanasio a Via Tiburtina
- Lőrinc Schlauch - Biskup Oradei Mare - Kardinál-kněz ze S. Girolamo dei Croati
- Imre Csáky - Biskup Oradei Mare - Kardinál-kněz ze S. Eusebio

## Kardinálové působící v Rumunsku
- Valerio Valeri - Titulární arcibiskup Efezský - Kardinál-kněz ze S. Silvestro in Capite
- Francesco Marmaggi - Titulární arcibiskup Hadrianopoliský - Kardinál-kněz ze S. Cecilia
- Angelo Maria Dolci - Titulární arcibiskup Hierapoliský Kardinál-kněz ze S. Maria della Vittoria
- Lajos Haynald - Arcibiskup Kalocský Kardinál-kněz ze S. Maria degli Angeli
- Alexander Rudnay - Arcibiskup Ostřihomi Kardinál-kněz (bez titulárního kostela)
- József Batthyány - Arcibiskup Ostřihomi Kardinál-kněz ze S. Bartolomeo all’Isola
- Györgi Martinuzzi - Arcibiskup Ostřihomi Kardinál-kněz (bez titulárního kostela)
- Gabriele Rangone - Biskup Egeru Kardinál-kněz ze Ss. Sergio e Bacco
- Demetrius z Ostřihomi - Arcibiskup Ostřihomi - Kardinál-kněz ze Ss. Quattro Coronati